# Serra do Camapuã

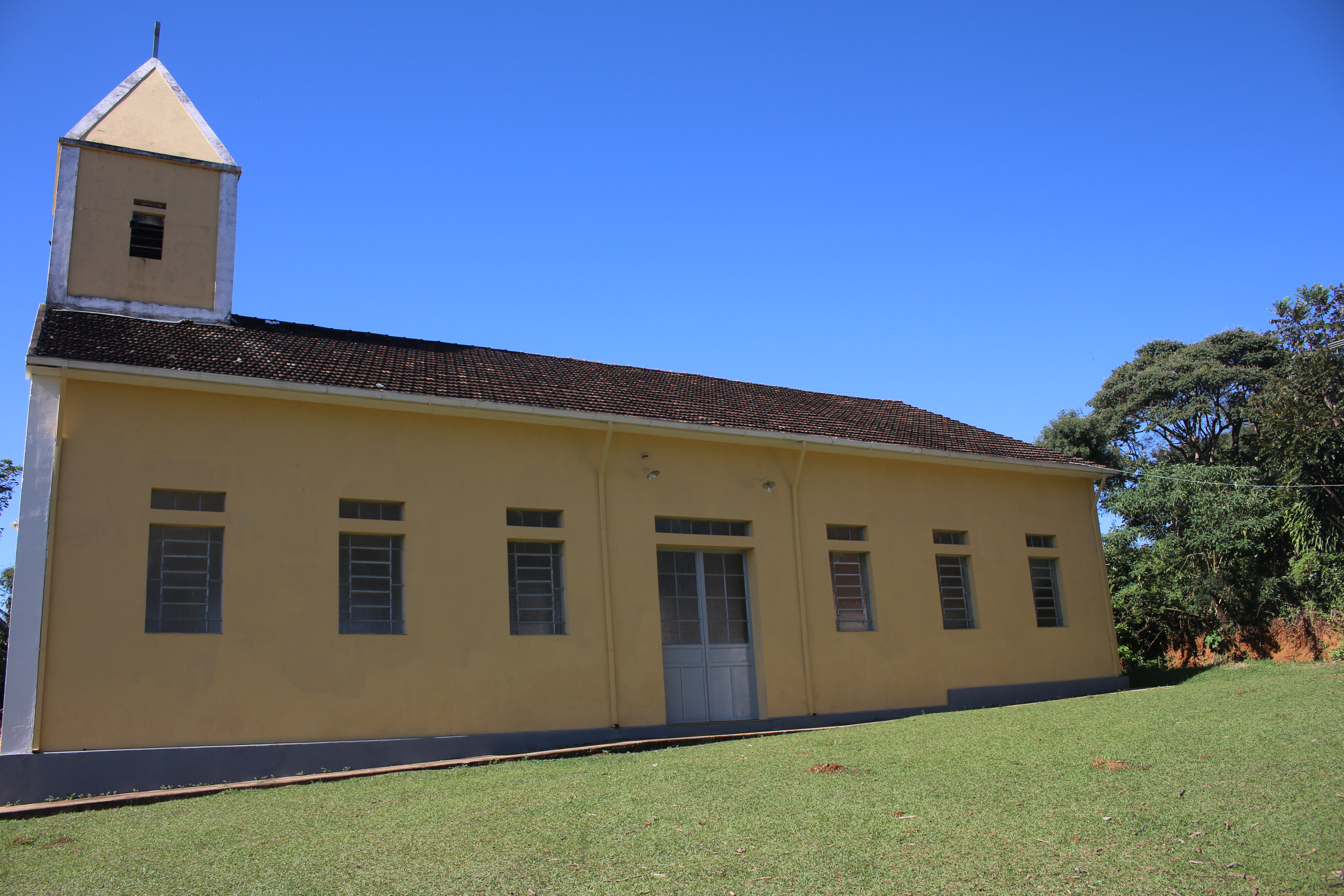
Lateral da Igreja Nossa Senhora das Dores, no centro do distrito da Serra do Camapuã, Entre Rios de Minas - MG, Brasil.

Serra do Camapuã é um distrito de Entre Rios de Minas, Minas Gerais, localizado a 23 km da sede municipal e a 11 km do município de Casa Grande, por onde passa o caminho velho da Estrada Real.
Localizada a 4km da sede do distrito encontra-se a Capela dos Olhos D'água, bem cultural tombado pelo "Decreto Municipal nº 800, de 27 de novembro de 2000" , oficialmente reconhecida pela Igreja em 7 de junho de 1733, podendo, entretanto, ser mais antiga, já que nela foi encontrado um caibro datado de 1683.. Pode ser considerada, assim, uma das mais antigas do Estado e é dedicada à Nossa Senhora da Lapa.
Em março de 2022, foi lançado um livro de contos, lendas e curiosidades chamado “Histórias da Serra do Camapuã” criado a partir de pesquisas do grupo "Teatro da Pedra", que pode ser acessado em https://www.teatrodapedra.org/general-9. 